# جيف بارك
جيف بارك (بالإنجليزية: Jeff Parke)‏ (23 مارس 1982 في الولايات المتحدة - ) هو لاعب كرة قدم أمريكي في مركز قلب الدفاع. شارك مع منتخب الولايات المتحدة لكرة القدم. أما مع النوادي، فقد لعب مع دي.سي. يونايتد وسياتل ساوندرز وفانكوفر وايتكابس وفيلادلفيا يونيون ونيويورك ريد بولز وفانكوفر وايتكابس (نادي كرة قدم).

## وصلات خارجية
- جيف بارك على موقع الدوري الأمريكي (الإنجليزية)
- جيف بارك على موقع قاعدة بيانات كرة القدم.إي يو (الإنجليزية)
- جيف بارك على موقع ناشيونال فوتبول تيمز (الإنجليزية)
- جيف بارك على موقع Soccerway.com (الإنجليزية)